# Niżniaja Czegodajka
Niżniaja Czegodajka (ros. Нижняя Чегодайка) – wieś (sieło) w Rosji, w Tatarstanie, w rejonie czeriemszańskim. W 2010 liczyła 241 mieszkańców.